# Hans van Grombach

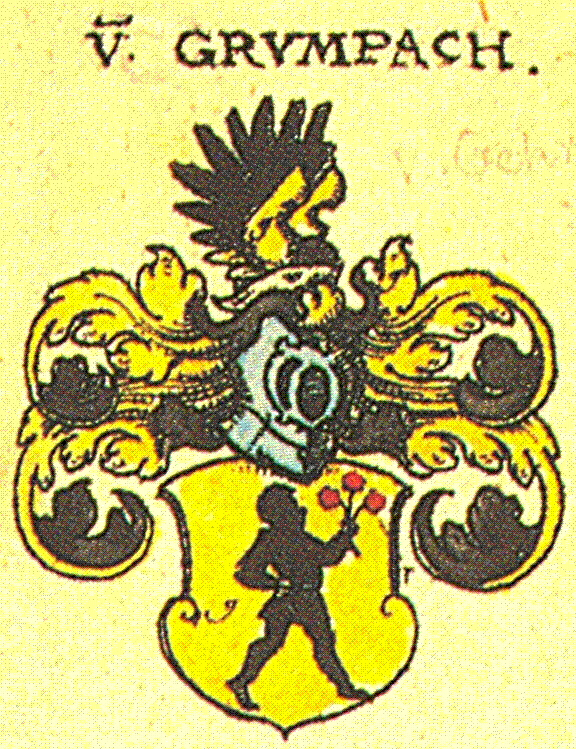
Wapen van de familie Von Grumbach

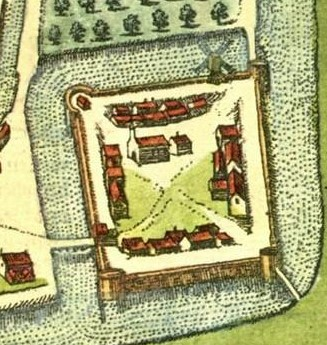
blokhuis/kasteel in Leeuwarden voor 1580

Hans van Grombach (overleden waarschijnlijk 1515) oorspronkelijk Hans von Grumbach (zu Estenfeld) voerde in Friesland tussen 1498 en 1515 verschillende militaire acties uit en vervulde er diverse bestuursfuncties . Hij was drossaard en olderman in enkele Friese steden en grietman van twee grietenijen. Verder was hij enkele perioden raadsheer bij het Hof van Friesland en regent onder de stadhouder.

## Korte voorgeschiedenis
Hertog Albrecht van Saksen huurde sinds 1480 soldaten van de Grote Garde bestaande uit Zuid-Duitse voetsoldaten, die voor hem diverse opstanden in de Lage Landen bedwongen. Tussen 1495 en 1498 had hij ze minder nodig en konden de Schieringers en de Vetkopers hen huren bij het uitvechten van hun vetestrijd. Begin 1498 waren de Schieringers zo in het nauw gedreven, dat ze een delegatie naar de hertog in Medemblik stuurden met het verzoek hen te beschermen. Ze erkenden hem daarbij als erfheer van Westergo. Op 1 april kwam de delegatie terug samen met Wilwolt von Schaumberg en zijn kapiteins Thomas Slentz, Wilhelm von Harras, Neithard Fuchs, Bernard Metsch en Hans von Grumbach. Zij veroverden het land voor de hertog en op 20 juli werd Albrecht van Saksen officieel stadhouder van Friesland. De hertog voerde in Friesland de Saksische bestuursorganisatie in en bemande die deels met Saksische edelen die met hem naar Friesland waren getrokken. Onder hen waren Hans von Grumbach en zijn jongere broer Fritz von Grumbach.

## Familie Grumbach/Grombach
Hans van Grombach was de zoon van Carl von Grumbach en Amalia Fuchs von Dornheim. De familie woonde in de omgeving van Würzburg. Carl von Grumbach was ambtman in Hohenburg. In 1490 kocht hij ‘Hof zu Estenfeld’ voor 800 florijnen van de familie Von Wollmershausen en daarna gebruikte de familie dat achtervoegsel in hun naam.
Hans was getrouwd met Magaretha von Grumbach, geboren Von Grumbach. Dat weten we alleen uit een paar berichten na zijn dood. In 1529 betaalde de weduwe van Hans rente over 2000 gulden die een graaf had geleend aan Hans von Grumbach zu Estenfeld. Ook speelde er tussen 1525 en 1539 een slepend geschil tussen Frits van Grombach en de weduwe van Hans over de boomgaarden en wijngaarden bij het Hof zu Estenfeld.

## In dienst van de Saksen
Hans van Grombach kwam in april 1498 met Von Schaumberg naar Friesland. In augustus 1498 werd Sneek het hoofdkwartier van Von Schaumberg. Hans ging met een klein leger verder naar het noorden om Zevenwouden onder Saksisch gezag te brengen. Bij Aalsum stokte zijn opmars omdat men de sluizen open had gezet. Op zijn terugtocht naar Sneek werd hij aangevallen door strijders uit Leeuwarden, maar die versloeg hij. In de zomer van 1499 trok hij oostwaarts, maar in een gevecht met de Groningers werd hij op 22 juli bij Slochteren gevangen genomen en kapitein Neithart Fuchs sneuvelde. Hans werd kort na zijn gevangenneming weer vrijgelaten. 
Hans volgde na 15 oktober 1500 dr. Dietrich von Witzleben zu Wendelstein op als kastelein op het blokhuis van Leeuwarden en was in die stad tevens ambtman. Van 1504-1506 was hij er ook hofmaarschalk. In 1503 had hij de goederen van Wilke Reynia van Stiens, een tegenstander van de Saksen, van de hertog in leen gekregen.
Na zijn verlof in 1506 werd hij ambtman van Sneek en grietman van Wymbritseradeel. Hij was niet tevreden in Sneek en wilde liever naar Franeker of Harlingen. Van 1509 tot 1512 was hij ambtman van Harlingen en grietman van Barradeel. Vanaf 1506 was hij ook extraordinaris raadsheer bij het Hof van Friesland en in 1512 werd hij aangesteld als ordinaris raadsheer en daarmee één van de regenten die de stadhouder bij het bestuur ondersteunden. In 1514 kreeg hij opdracht het door de Geldersen bedreigde Sneek te ontzetten, maar dat lukte niet. Op 8 mei 1515 schreef hij aan zijn broer Frits over de pest die in Workum woedde. Daar lag een dubbel seinschip met dertig man van de Geldersen voor de kust, die de scheepvaart controleerden. 
Op 19 mei 1515 werden de Saksische rechten op de Friese gebieden overgedragen op Karel V. Op 26 juni 1515 werden de Friezen ontslagen van hun eed van trouw aan de Saksische hertog.
Over Hans van Grombach werd weinig meer vernomen en men neemt aan dat hij in 1515 is gestorven. 